# Varg Vikernes

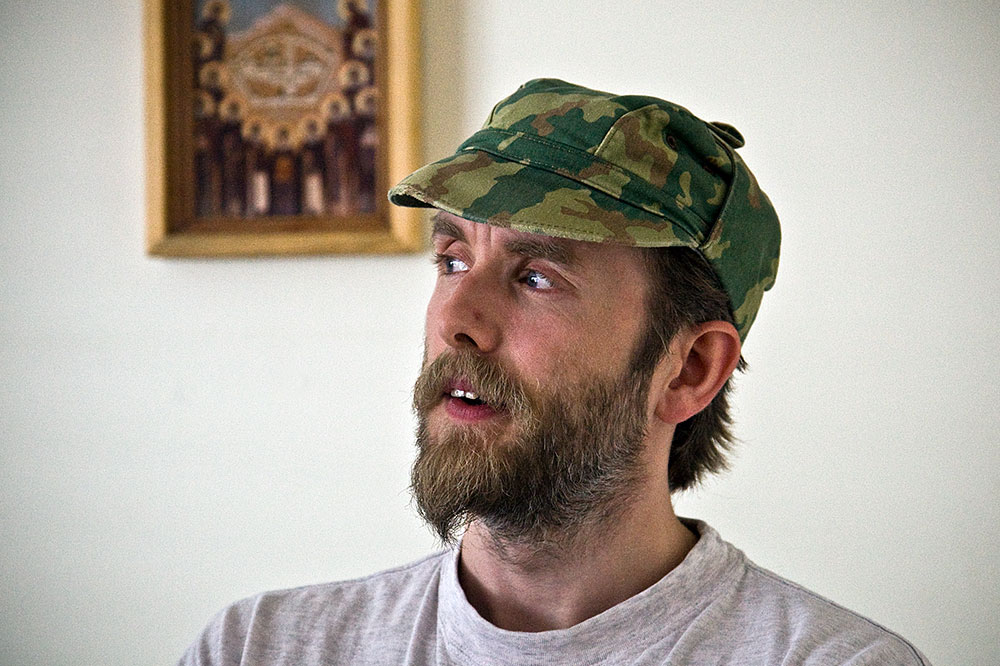
Vikernes während seiner Haft; März 2009

Varg Vikernes (* 11. Februar 1973 in Bergen, Norwegen; gebürtig: Kristian Vikernes; derzeitiger offizieller Name: Louis Cachet), auch bekannt unter seinem früheren Pseudonym Greifi Grishnackh (bzw. übersetzt zu „Count“ Grishnackh) oder der von der norwegischen Presse verwendeten Bezeichnung Greven („der Graf“), ist ein norwegischer Musiker, Autor, Webvideoproduzent und verurteilter Mörder. Er ist Gründer der Metal- und Ambient-Ein-Mann-Band Burzum und als Autor und Aktivist ein Vertreter eines rechtsextrem ausgelegten Neuheidentums. Von 1993 bis 2009 verbüßte er wegen des Mordes an dem Black-Metal-Musiker Øystein „Euronymous“ Aarseth und mehrerer Kirchenbrandstiftungen eine Haftstrafe.

## Leben

### Musikalisches Schaffen bis 1993
Vor Burzum gründete Vikernes zusammen mit zwei Freunden zunächst die Band Kalashnikov (später umbenannt in Uruk-Hai). Nach deren Auflösung spielte er unter anderem mit Olve „Abbath“ Eikemo (später bei Immortal) in der Death-Metal-Band Old Funeral. Er behauptet jedoch, sich nicht als Teil der Band gefühlt zu haben und nur Gastmusiker gewesen zu sein. Darüber hinaus spielte er mit Eikemo in einem Projekt namens Satanel. Dieser führte Vikernes auch in die Szene ein.
Vikernes freundete sich mit dem Mayhem-Gitarristen Øystein „Euronymous“ Aarseth an und sandte dessen Bandkollegen Per Yngve „Dead“ Ohlin Munition zu. 1991 erschoss sich dieser; gemäß Lords of Chaos gab Vikernes an, dass er Dead die Munition zugesandt habe, die dieser bei seinem Suizid benutzte. Zwischen 1991 und 1993 (nach Deads Suizid und bis zu dem Mord an Euronymous) spielte Vikernes selbst Bass bei Mayhem und ist auf dem Album De Mysteriis Dom Sathanas zu hören. Vikernes behauptete im Nachhinein, niemals wirklich Bassist der Band gewesen zu sein. Während dieser Zeit veröffentlichte er auch das Debütalbum und die Aske-EP seiner Band Burzum auf Euronymous’ Label Deathlike Silence Productions (DSP). Frühen Interviews zufolge war er mit DSP zufrieden, inzwischen behauptet er das Gegenteil. Während dieser Zeit erlangte er Aufmerksamkeit durch sein Auftreten gegenüber der Presse, mehrere Fälle von Kirchenbrandstiftung, verbale Angriffe gegen andere Black-Metal-Bands wie Profanatica, die Beteiligung an einem Anschlag auf Christofer Johnsson von der „Life-Metal“-Band Therion, und eine Briefbombe, die an die israelische Band Salem gerichtet war.
1993 stand ein Wechsel Burzums zu Earache Records zur Diskussion. Vikernes traf sich deshalb mit den Labelinhabern in England, nach seiner Rückreise entschieden diese sich allerdings aufgrund seiner rassistischen und rechtsextremen Äußerungen dagegen. Vikernes gründete sein eigenes Label Cymophane Productions (von altgriechisch κῦμα und -φανής abgeleitet, siehe Kymophan) und veröffentlichte über dieses im August 1993 sein zweites Album. Im selben Monat wurde er auch wegen des Mordes an Euronymous verhaftet.

### Mord an Euronymous und Inhaftierung
Vikernes wurde 1994 wegen Mordes an Øystein Aarseth, Brandstiftung an drei norwegischen Kirchen, versuchter Brandstiftung an einer weiteren Kirche sowie Besitzes von Waffen und Sprengstoff (mit dem er laut der Presse den Nidarosdom, eigenen Angaben zufolge das Blitz House und das norwegische Parlament sprengen wollte) zur Höchststrafe von 21 Jahren Haft verurteilt. Der Mord an Aarseth war in eigenen Worten eine Vorsichtsmaßnahme, um zu verhindern, dass Aarseth seine eigenen Mordpläne an Vikernes würde umsetzen können. So sei es Vikernes gelungen, sich erfolgreich gegen Aarseths Angriff mit einem Messer zur Wehr zu setzen. Vikernes habe dann den fliehenden Aarseth getötet. Eine Beteiligung Vikernes’ an der Brandstiftung der berühmten Stabkirche Fantoft, die er sich selbst (angeblich zur Erregung von Aufmerksamkeit) zuschrieb und deren Überreste auf dem Cover der Burzum-EP Aske zu sehen sind, konnte vor Gericht nicht nachgewiesen werden.
Nach seiner Inhaftierung wurde Cymophane Productions vom Slayer-Herausgeber Metalion weitergeführt und vom französischen Filosofem-Herausgeber Wiking Herske und Baron von Abaddon von Black Funeral aus den USA unterstützt. 1998 bestritt Vikernes jedwede Mitwirkung Metalions an Cymophane.
Er schrieb für die Band Darkthrone die Texte zu Graven tåkeheimens saler, I en hall med flesk og mjød, As Flittermice as Satans Spys, En ås i dype skogen (auf dem Album Transilvanian Hunger zu finden) und Quintessence (auf dem nachfolgenden Album Panzerfaust).
Seine Zeit in Haft nutzte er darüber hinaus für weitere Aufnahmen seines Projekts Burzum, welche jedoch dem Ambient zuzuordnen sind, was Vikernes damit begründete, dass er sich mit dem Black Metal nicht mehr verbunden fühle und Metal „fremde“ Musik mit Wurzeln in der „Nigger-Musik“ (siehe auch Negermusik) sei (er gab jedoch auch bekannt, sollte er nach seiner Freilassung weitere Alben aufnehmen, würden diese stilistisch wieder den alten Veröffentlichungen ähneln.), aber auch für das Verfassen mehrerer Bücher, am bekanntesten wohl Vargsmål, mit dem er begann, sich „im großen Stil“ offen politischen Themen zuzuwenden. Seine weiteren Bücher befassen sich mit dem Heidentum, ebenso zahlreiche Artikel auf seiner Internetseite.
1997 plante eine Gruppe norwegischer Rechtsextremisten, die sich als „Einsatzgruppe“ bezeichnete, Vikernes aus dem Gefängnis zu befreien. Zu dieser Zeit erschien auch ein Burzum-T-Shirt mit einem SS-Totenkopf und dem Aufdruck Support your local Einsatzkommando.
Ein Fluchtversuch im Jahr 2003, an dessen Ende Vikernes mit einem Automatik-Gewehr AG 3 und 700 Schuss Munition bewaffnet aufgegriffen wurde, führte zu einer Verlängerung der Haftstrafe um 13 Monate.

### Zeit nach der Entlassung
Vikernes wurde am 24. Mai 2009 auf Bewährung aus der Haft entlassen. Zuvor gab er an, er werde mit seiner Familie in die Telemark auf einen Bauernhof ziehen und dort arbeiten, Musik schaffen und Bücher schreiben. Außerdem sagte er im März 2009, dass er seit langem keinen Kontakt mit rechtsextremen Gruppierungen mehr gehabt habe. Das norwegische Justizministerium befürchtete hingegen, Vikernes werde nicht in der Lage sein, sich außerhalb des Gefängnisses zurechtzufinden. Nach Angaben des Ministeriums hatte er durchaus Bindungen zu Neonazi-Gruppen, eigenen Angaben zufolge ist er nach wie vor Rassist.
Der offiziellen Seite zufolge lebt Vikernes mit seiner Familie auf einem Bauernhof in der Telemark und arbeitet an einem neuen Buch. Ein neues Burzum-Album namens Belus, das stilistisch den frühen Werken ähnelt, erschien am 8. März 2010. 2012 wurde berichtet, dass der Hof, den Vikernes’ Mutter 2006 erworben hatte, verkauft wurde; Vikernes soll mit seiner französischen Ehefrau und den gemeinsamen Kindern nach Frankreich gezogen sein und auch seinen Namen geändert haben. Neben seiner Musikkarriere betrieb Vikernes seit 2012 den YouTube-Kanal ThuleanPerspective, auf dem er von 2015 bis zum Juni 2019 regelmäßig Videos veröffentlichte. Diese drehten sich hauptsächlich um seine metaphorische Interpretation europäisch-heidnischer Mythen, Reinkarnation und seine politischen Ansichten. Am 5. Juni 2019 wurde der Kanal im Rahmen einer Aktion gegen Hassrede und Verschwörungstheorien von YouTube gelöscht.
Im März 2013 veröffentlichte Vikernes den von seiner Ehefrau Marie Cachet produzierten Dokumentarfilm Forebears über prähistorische Bärenkulte in Europa zur Zeit der Neandertaler und deren seiner Ansicht nach bestehende Verbindung mit Autismus. Der Soundtrack zum Film im Synthesizer-Ambient-Stil erschien unter dem Titel Sôl Austan, Mâni Vestan. 2014 erschien mit The Ways of Yore ein weiteres Album, welches den musikalischen Weg des Vorgängeralbums fortführte. 2015 folgten vier Singles.
Anfang Juni 2018 erklärte Vikernes Burzum für beendet, da er mit seiner Vergangenheit abschließen wolle.

### Erneute Festnahme in Frankreich 2013 und Verfahren 2014
Am Morgen des 16. Juli wurde Varg Vikernes zusammen mit seiner Frau Marie Cachet unter dem Verdacht, ein „Massaker“ geplant zu haben, auf seiner Farm in der Nähe von Salon-la-Tour festgenommen. In dem Zusammenhang wurde bekannt, dass Vikernes im Juli 2011 einer der Empfänger des Manifests A European Declaration of Independence war, das Anders Behring Breivik vor seinen Anschlägen am 22. Juli 2011 verschickte. Vikernes stritt dies später in seinem Blog ab. Im Hinblick auf Breivik sagte er, dieser hätte „statt Norwegern besser Juden töten sollen“. Bei der Durchsuchung seines Anwesens wurden fünf Feuerwaffen im Haus der Familie gefunden, vier davon hatte Cachet zuvor legal mit ihrer Erwerbserlaubnis erworben. Sie war zum Festnahmezeitpunkt mit dem vierten Kind schwanger.
Von seinen Nachbarn wurde er als zurückgezogener, aber friedlicher Familienmensch beschrieben. Auffällig sei gewesen, dass Vikernes meistens in Tarnkleidung herumlief und nur schlecht Französisch sprach. Aufgefallen war Vikernes, nachdem er rassistische Kommentare in Internetforen abgegeben hatte.
In der Nacht auf Donnerstag, den 17. Juli 2013, wurde Vikernes aus dem Gefängnis entlassen. Nach Aussagen seines Anwalts stellte sich der Verdacht auf Planung terroristischer Angriffe als unbegründet heraus. Vikernes wolle nur in Frieden mit seiner Familie leben, die Waffen habe das Paar legal für Freizeitaktivitäten erworben.
Im August 2013 kündigte Varg Vikernes an, gegen die beteiligten Beamten Klage zu erheben, da er die Verhaftung als grundlos ansah und die Art und Weise der Verhaftung und der Inhaftierung überzogen brutal gewesen sei.
Im Juli 2014 wurde Vikernes von einem französischen Gericht wegen Anstachelung zum Rassenhass und der Glorifizierung von Kriegsverbrechen in den von ihm geschriebenen Artikeln in seinem Blog, die antisemitisches und fremdenfeindliches Gedankengut verbreiten, zu einem halben Jahr Gefängnis auf Bewährung und 8000 Euro Geldstrafe verurteilt.

## Ideologie und Rezeption
Die Veröffentlichungen Burzums beeinflussten einen nicht geringen Teil des heutigen Black Metal und trugen zu Vikernes’ Ikonisierung bei; auch szenefremde Autoren wie der Welt-Journalist Heiko Zwirner sprechen Vikernes zu, „dass er es versteht, atmosphärische Dichte zu erzeugen und sich dabei von den engen Konventionen des Black Metal nicht einschränken zu lassen.“ Gleichzeitig wird er wegen des Mordes an Euronymous von Teilen der Szene als Verräter angesehen. Außerdem trugen auch gerade der Verlauf seines Prozesses und ein mit ihm Einzug haltender Sensationsjournalismus zu seinem heutigen Bild in der Öffentlichkeit bei.
Wie viele andere Musiker aus dem Black-Metal-Bereich stilisierte sich Vikernes zunächst (sowohl in Interviews als auch auf seiner Aske-EP durch das Instrumentalstück Dominus Sathanas) als Satanist. Er benutzte auf dem Cover seiner zweiten Demoaufnahme das Sigillum Sanctum Fraternitatis A∴A∴ des vom britischen Okkultisten Aleister Crowley gegründeten Astrum Argenteum und auf einem T-Shirt-Motiv zu seinem dritten Album Hvis lyset tar oss das Zitat „That which is to be denied shall be denied; that which is to be trampled shall be trampled; that which is to be spat upon shall be spat upon“ aus Crowleys Liber Stellae Rubeae, bezeichnete diesen aber in einem 2004 verfassten Artikel als Perversen, von dem keine Einflüsse auf ihn eingegangen seien. Die eigene Bezugnahme auf den Satanismus bezeichnete er später als Provokation und Abgrenzungsversuch vom Christentum. Er sehe Satanismus als „judäochristliche Idiotie“ an. Man könne ihn höchstens als Satanisten bezeichnen, wenn man „Satan“ als „der Widersacher“ interpretiere; er sei definitiv ein Widersacher von allem, was jüdisch sei, inklusive ihres „Märchen-Gottes“. Auch die Erwähnungen Satans in den Texten, die Vikernes für Darkthrone schrieb, seien dementsprechend versteckte Anspielungen auf Odin, der hier ebenso wie Satan als Opposition zum Christentum zu sehen ist.
Vikernes wandte sich nach seiner Inhaftierung immer mehr der rechtsextremistischen Szene zu und ist Mitbegründer der Allgermanischen Heidnischen Front. Zudem verbreitete er seine Weltanschauung durch das maßgeblich von ihm ersonnene Magazin Filosofem, an dem auch Michael Moynihan (Mitverfasser des Buches Lords of Chaos), David Myatt, Kerry Bolton, Magus Wampyr Daoloth und Vidar von Herske mitarbeiteten. Durch seine Weltanschauung und sein Handeln ist er bei vielen Anhängern der Metal-Szene umstritten, bei einigen aber auch zur Kultfigur geworden, insbesondere innerhalb der als „National Socialist Black Metal“ (NSBM) bezeichneten Strömung. In Interviews aus der Zeit vor Euronymous’ Ermordung waren Vikernes’ Äußerungen zu Politik, Rassismus und Nationalsozialismus eher diffus; so äußerte er 1992, man sollte 99 % der Menschheit vergasen und entweder mit Asien oder „bei den Negern in Norwegen“ beginnen und eine Mauer um Norwegen, Schweden und Island bauen, in einem anderen Interview äußerte er: „Fuck politics! Make war not love“. Ein weiteres beendete er mit „Heil Hitler“. Auch gegenüber den Inhabern von Earache Records gab er offen rassistische und rechtsextreme Äußerungen von sich, die diesen zufolge auf umfassendem Wissen zu diesen Themen basierten. In einem anderen äußerte er, jede Form von Unterdrückung inklusive des Christentums zu befürworten. Mitte der 1990er Jahre bezeichnete Vikernes das „Dritte Reich“ als seine Vorstellung einer idealen Gesellschaft und leugnete den Holocaust, dass er ein Nazi sei, sei hingegen eine jüdische Lüge. In seinem Artikel A Burzum Story: Part VII – The Nazi Ghost distanziert Vikernes sich ausdrücklich vom Nationalsozialismus; er sei kein Sozialist und auch kein Materialist, sondern würde auf die („urtümliche skandinavische“) Demokratie vertrauen. Der Mensch solle den Bezug zu seiner Heimat, zu seiner Religion nicht verlieren und sich nicht beeinflussen lassen. Doch auch wenn er behauptet, sich vom Nationalsozialismus zu distanzieren, bekennt er sich dennoch zum Nationalismus und einem ausgeprägten Rassismus und Antisemitismus. Den NS-Kollaborateur und faschistischen Politiker Vidkun Quisling lobte er und behauptete, mit ihm verwandt zu sein und dessen Familiennamen annehmen zu wollen; auf dem Album Dauði Baldrs gab er als Namen Varg Kvisling Larsson Vikernes an. Außerdem gab er an, in seiner Jugend Neonazi gewesen zu sein.
Vikernes gab in einem 1995 erschienenen Interview mit Stephen O’Malley an, dass das Christentum, von Vikernes auch abfällig „Judäo-Christentum“ genannt, dazu diene, die „Arier“ durch die Verdrängung ihres „Artglaubens“ und ihrer „ursprünglichen“ Kultur zu schwächen und dadurch leichter knechten zu können.
In den 1990ern äußerte er die Überzeugung, dass die „arische Rasse“ von außerirdischen Wesen geschaffen wurde und die anderen Rassen fehlgeschlagene Versuche darstellen. Seiner Meinung nach handelte es sich bei während der Kriegsjahre des Zweiten Weltkrieges gesichteten UFOs nicht um deutsche Flugkörper, sondern um außerirdische Sonden von Sirius, die ihre Schöpfung beobachten. Die Ältere Edda legt er auch in diese Richtung aus, so vermutet er z. B., dass mit dem Gott Thor der Planet Jupiter gemeint ist. Die gesamte Argumentation ähnelt stark der Erich von Dänikens.
Auf die Nachfrage des Dagbladet äußerte er, nach wie vor Rassist zu sein, aber niemanden zu hassen, da Hass irrational und er eine rationale Person sei. Selbst bezeichnet sich Varg als Anhänger des Odalismus, den er als Blut-und-Boden-Ideologie sieht.
An seinem 33. Geburtstag im Jahr 2006 wurde eine Kirche im kanadischen Minnedosa angezündet. Der zuständige Staatsanwalt sah die Tat durch Vikernes inspiriert und verwies auf ähnliche Fälle in anderen Staaten.

## Diskografie

### Mit Burzum
Siehe Burzum#Diskografie

### Mit Mayhem
- 1994: De Mysteriis Dom Sathanas
- 1998: De Mysteriis Dom Sathanas (Proberaum-Aufnahme) auf A Tribute to Hell - Satanic Rites
- 2003: Cursed in Eternity und Freezing Moon (alternative Mixe) auf The Beast of Attila
- 2008: Life Eternal (EP)

### Mit Old Funeral
- 1991: Devoured Carcass (EP)

### Mit Darkthrone
- 1994: Transilvanian Hunger (Texte zu den Titeln 5 bis 8)
- 1995: Panzerfaust (Text zu Quintessence)

## Bücher und Texte

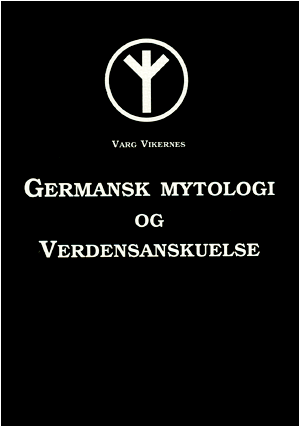
Vordere Umschlagseite des 183-seitigen Buches Germanische Mythologie und Weltanschauung mit Algiz-Rune (Lebensrune)

- 1997: Vargsmål (dt. in etwa: „Die Sprache des Wolfes“)
- 2000: Germansk mytologi og verdensanskuelse („Germanische Mythologie und Weltanschauung“)
- 2001: Guide to the Norse Gods and Their Names („Handbuch der nordischen Götter und ihrer Namen“)
- 2002: Irminsûl
- 2011: Sorcery and Religion in Ancient Scandinavia (,Zauberei und Religion im alten Skandinavien‘)
- 2015: Reflections on European Mythology and Polytheism
- 2017–2019: Paganism Explained (mit Marie Cachet)
  - Part I: Thrymskvida
  - Part II: Little Red Riding Hood & Jack and the Beanstalk
  - Part III: The Cult of Mithra & Hymiskvida
  - Part IV: Valholl & Odinn in Yggdrasill
  -  Part V: Ásgardr, Vanaheimr & the Nine Worlds of Hel
- 2023: Reflections II
- 2024: To Hell and Back Again
  - Part I: My Black Metal Story
  - Part II: My Childhood Story
  - Part III: My Prison Story
  - Part IV: My Burzum Story